# Alexandra Rapaport
Alexandra Susanna Rapaport Eliasson, född Rapaport den 26 december 1971 i Bromma, Stockholm, är en svensk skådespelare.

## Biografi
Alexandra Rapaport är dotter till statistikern Edmund (1923–2020) och arkitekten Ewa Rapaport (1938–1981). Hon filmdebuterade 1996 i Henry Meyers Ellinors bröllop. Rapaport utexaminerades från Teaterhögskolan 1997 och har efter studierna varit engagerad vid Uppsala Stadsteater och Dramaten. Alexandra Rapaport hör till Dramatens fasta ensemble och har där medverkat i bland annat Herr Arnes penningar, Kung Lear, Den inbillade sjuke och Pygmalion.
Rapaport spelar en biroll i Thomas Vinterbergs thriller Jakten, som nominerades till Guldpalmen vid Filmfestivalen i Cannes 2012 och som vann pris för bästa manliga huvudroll (Mads Mikkelsen). Filmen fick av European Film Academy även pris för bästa manus vid European Film Awards på Malta 2012.
Rapaport var 2017 med i podden Nemo möter en vän. Hon vann Kristallen 2017 för årets kvinnliga skådespelare i en tv-produktion för sin roll i Gåsmamman.
År 2006 var hon sommarpratare i Sveriges Radio P1.

## Familj
Alexandra Rapaports far kom från Polen som flykting i samband med andra världskriget. Rapaport har med maken Joakim Eliasson en son född 2007 och en dotter född 2010. Hon är vidare faster till alpina skidåkarna Matilda och Helena Rapaport.

## Filmografi (i urval)
- 1985 – Det blåser på månen (TV-serie)
- 1995 – Spegel, Spegel (TV-serie) (röst)
- 1996 – Nudlar och 08:or (TV-serie)
- 1996 – Ellinors bröllop
- 1997 – OP7 (TV-serie)
- 1999 – Tsatsiki, morsan och polisen
- 2000 – Vägen till El Dorado (röst)
- 2000 – Herr von Hancken (TV-serie)
- 2001 – Hem ljuva hem
- 2001 – Livvakterna
- 2001 – Känd från TV
- 2001 – Om inte
- 2003 – Sinbad: Legenden om de sju haven (röst)
- 2003 – Järnvägshotellet (TV-serie)
- 2003 – Talismanen (TV-serie)
- 2003 – Spy Kids 3-D: Game Over (röst)
- 2005 – Medicinmannen (TV-serie)
- 2006 – Kronprinsessan (TV-serie)
- 2006 – Inga tårar
- 2006 – Lasse-Majas detektivbyrå (TV-serie)
- 2007 – Kodnamn Hunter (TV-serie)
- 2008 – Persona non grata
- 2008 – Kungamordet (TV-serie)
- 2008 – Nattrond
- 2008 – Selma (TV-serie)
- 2009 – Sommaren med Göran
- 2010 – Välkommen åter (TV-serie)
- 2010–2025 – Morden i Sandhamn (TV-serie)
- 2010 – Drottningoffret (TV-serie)
- 2011 – Kronjuvelerna
- 2011 – En gång i Phuket
- 2012 – Jakten
- 2015 – The Team (TV-serie)
- 2015 – Johan Falk: Tyst diplomati
- 2015 – Modus (TV-serie)
- 2015 – Lasse-Majas detektivbyrå – Stella Nostra
- 2015–2025 – Gåsmamman (TV-serie)
- 2018 – Springfloden (TV-serie)
- 2019 – Helt perfekt (TV-serie)
- 2019–2022 – Heder (TV-serie)
- 2023 – Veronika (TV-serie)
- 2023 – Det är något som inte stämmer

## Teater

### Roller (ej komplett)
| År   | Roll                     | Produktion                                                             | Regi              | Teater                 |
| ---- | ------------------------ | ---------------------------------------------------------------------- | ----------------- | ---------------------- |
| 1996 | Burning Jewel            | 900 Oneonta Street (900 Oneonta) David Beaird                          | Gustaf Elander    | Stockholms stadsteater |
| 2003 | Narren                   | Kung Lear (King Lear) William Shakespeare                              | Stefan Larsson    | Dramaten               |
| 2005 | Katarina, Haralds dotter | Neil Armstrong var aldrig på månen Peter Birro                         | Johan Wahlström   | Dramaten               |
| 2006 | Daddy's girl             | Valerie Jean Solanas ska bli president i Amerika Sara Stridsberg       | Klaus Hoffmeyer   | Dramaten               |
| 2009 | Agda Lundberg            | Final Victoria Benedictsson och Axel Lundegård                         | Hilda Hellwig     | Dramaten               |
| 2013 | Medverkande              | The Mental States of Sweden Mattias Andersson                          | Mattias Andersson | Dramaten               |
| 2015 | Olivia                   | Trettondagsafton (Twelfth Night, or What You Will) William Shakespeare | Åsa Melldahl      | Dramaten               |
| 2015 | Katla                    | Marodörer Hannes Meidal och Jens Ohlin                                 | Jens Ohlin        | Dramaten               |
| 2018 | Ewa                      | Höst och vinter Lars Norén                                             | Stefan Larsson    | Dramaten               |

## Ljudboksuppläsningar (urval)
- 2005-2006 - Kalle Blomkvist av Astrid Lindgren
- 2007 – Guldkalven av Helene Tursten
- 2007 –Tatuerad torso av Helene Tursten
- 2013 – Det stora huset av Nicole Krauss